# Râul Pintic, Dipșa
Râul Pintic este un curs de apă, afluent al râului Dipșa. 

## Hărți
- Harta județului Bistrița